# 紅牛轉換站
紅牛轉換站（英語：Red Cow interchange）是一個位於愛爾蘭都柏林西南部的主要道路交匯處，M50高速公路和往内斯的N7公路及轻轨站在此交匯。
都柏林轻轨紅牛站在2004年通車，車廠亦設在這裡，停车换乘設施提供727個車位。